# Louise-Thérèse d'Espagne
Louise-Thérèse d'Espagne (en espagnol : Luisa Teresa de Borbón y Borbón-Dos Sicilias) est une infante espagnole née le 11 juin 1824 à Aranjuez et morte le 27 décembre 1900 à Madrid.
Son mariage avec le 16e duc de Sessa, issu de la grande aristocratie mais pas d'une maison régnante, est l'un des premiers mariages morganatiques au sein de la famille royale espagnole.

## Jeunesse

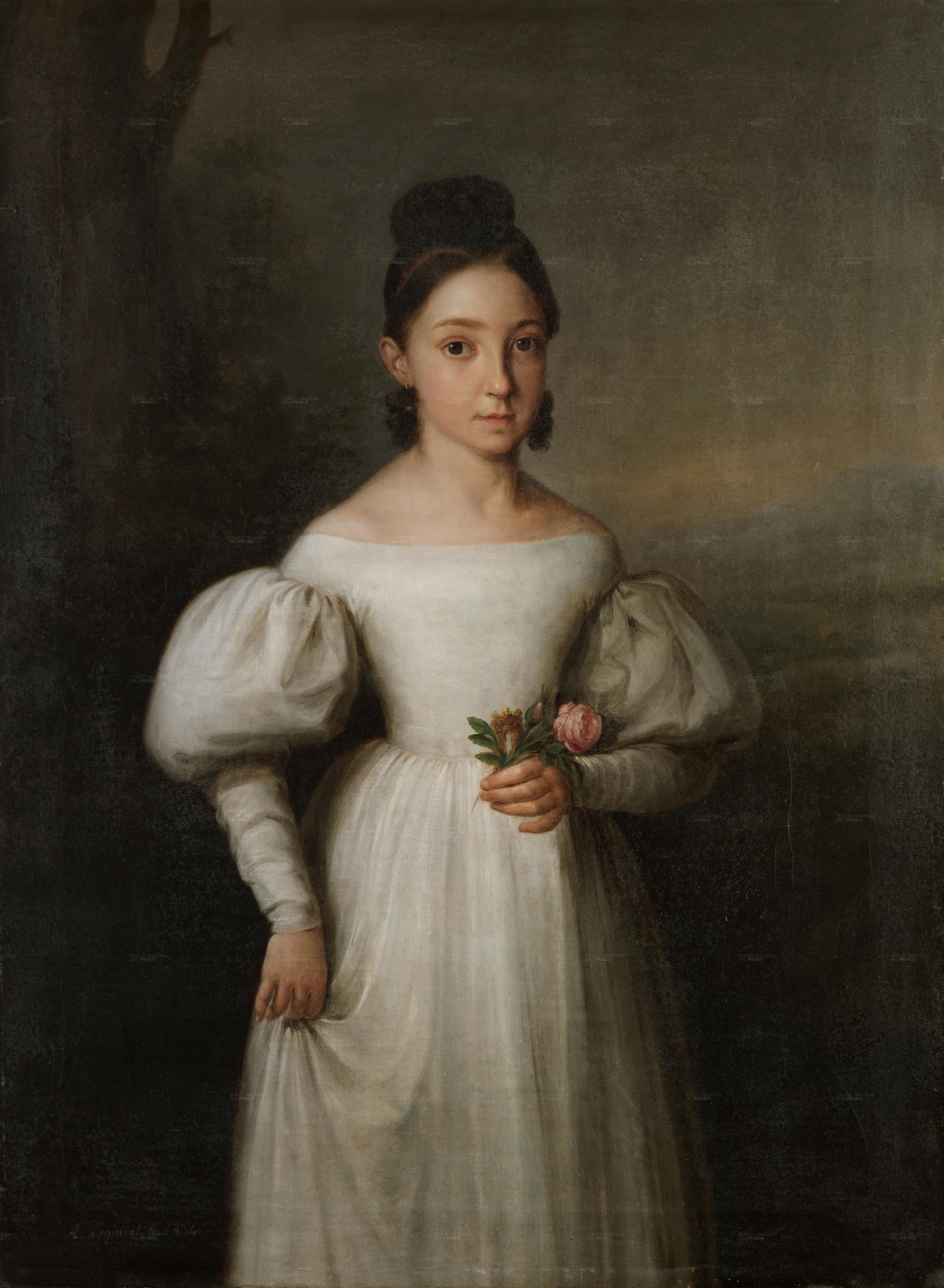
La jeune infante Louise-Thérèse de Bourbon

L'infante Louise-Thérèse est née au palais royal d'Aranjuez en 1824. Elle est la cinquième des onze enfants nés de l'infant François de Paule de Bourbon et de la princesse Louise-Charlotte de Bourbon-Siciles. Ses grands-parents, tous issus de la maison de Bourbon, sont le roi Charles IV d'Espagne et la reine Marie-Louise de Bourbon-Parme du côté paternel, et le roi François Ier des Deux-Siciles et la reine Marie-Isabelle de Bourbon d'Espagne, fille de Charles IV, du côté maternel. Son père est donc l'oncle de sa mère.
La fratrie de l'infante Louise-Thérèse comprend : 
- Isabelle-Fernande de Bourbon, par son mariage comtesse Gurowski,
- François d'Assise de Bourbon, époux de la reine Isabelle II d'Espagne,
- Henri de Bourbon, duc de Séville, époux de Elena de Castellví y Shelly,
- Joséphine-Fernande de Bourbon, épouse du poète cubain José Güell y Renté,
- Marie-Christine de Bourbon, par son mariage infante de Portugal,
- et Amélie de Bourbon, par son mariage princesse de Bavière.

Elle est élevée entre l'Espagne et la France où ses parents sont exilés à plusieurs reprises pendant les premières années du règne d'Isabelle II. Elle étudie au couvent des Oiseaux et rentre définitivement en Espagne en 1840, époque à laquelle elle s'installe au palais royal de Madrid. C'est à ce moment-là que se développe son amitié avec sa cousine la reine Isabelle.
Louise-Thérèse avait le roi de France Louis XVIII et la princesse Marie-Thérèse de France pour parrain et marraine (ce qui explique ses prénoms).

## Mariage et descendance
Grâce à l'intervention de sa tante Marie-Christine, elle épouse en 1847 José María Osorio de Moscoso y Carvajal (1828-1881), grand d'Espagne, 16e duc de Sessa, 15e comte d'Altamira (es), 18e duc de Maqueda (es), 6e duc de Montemar (es), 19e marquis d'Astorga (es) et 20e comte de Trastámara (es).
Cependant, le marié est d'un rang inférieur à celui de l'infante, chose inouïe pour les membres de la famille royale, car un mariage morganatique n'avait jamais eu lieu. Il est toutefois à noter que parmi les frères et sœurs de l'infante, seront contractées d'autres unions inégales, jugées autrement scandaleuses à l'époque. Ainsi, sept ans avant le mariage de Louise-Thérèse, sa sœur aînée Isabelle-Fernande avait épousé secrètement un comte polonais. L'année même du mariage de Louise-Thérèse, son frère le duc de Séville épouse la fille d'un comte. Et l'année suivante, sa sœur Joséphine-Fernande épouse en secret un roturier, le poète cubain José Güell y Renté, perdant la dignité d'infante d'Espagne.
Ce mariage avec le duc de Sessa ne prive en revanche pas Louise-Thérèse de ses droits : la reine Isabelle lui accorde en effet son autorisation par un arrêté royal du 8 février 1847, par lequel elle conserve tous ses titres et privilèges. Deux jours après ce décret, le 10 février, la cérémonie a lieu au palais d'Altamira, propriété du duc, avec Isabelle II et François d'Assise comme témoins, et quelques mois plus tard, le duc est élevé au rang de chevalier de l'éminent ordre de la Toison d'or et reçoit la grand-croix de l'ordre de Charles III.
Le couple a trois enfants : 
- Francisco de Asís Osorio de Moscoso y Borbón (1847-1924), qui succède à son père, et dont la descendance se trouve aujourd'hui dans les maisons ducales de Maqueda-Astorga, Sessa et Montemar et chez les comtes de Priego, Nieva, Fuenclara et Trastámara,
- Luis María Osorio de Moscoso y Borbón (1849-1924), marquis d'Ayamonte, comte de Cabra, grand d'Espagne,
- María Cristina Isabel Osorio de Moscoso y Borbón (1850-1904), duchesse d'Atrisco, marquise de Leganés, marquise de Morata de la Vega, dont la descendance se trouve dans les maisons de Bauffremont-Couternay, de Mérode et de Polignac.

## Révolution et mort
Le couple soutient la monarchie après la Révolution de 1868 en apportant une aide financière à la famille détrônée, ce qui réduit considérablement ses revenus. Le duc et la duchesse doivent alors vendre certaines de leurs propriétés, dont le palais d'Altamira ainsi que celui de Villamanrique. Cela n'a pas empêché l'infante de mener grand train, voyageant assidûment entre Madrid, Paris et Biarritz.
L'infante Louise-Thérèse devient veuve en 1881 et meurt à Madrid le 27 décembre 1900 à l'âge de 76 ans. Elle est inhumée au Panthéon des Infants de l'Escurial.

## Titres et prédicats
- 1824-1847 : Son Altesse Royale l'infante Louise-Thérèse d'Espagne
- 1847-1881 : Son Altesse Royale l'infante Louise-Thérèse d'Espagne, duchesse de Sessa
- 1881-1900 : Son Altesse Royale l'infante Louise-Thérèse d'Espagne, duchesse douairière de Sessa

## Distinctions
- 12 juin 1824 : dame de l'ordre de la Reine Marie-Louise
- Dame de l'ordre de la Croix étoilée